# ウェディング・アルバム
『ウェディング・アルバム』(英語: Wedding Album)は、1969年に発表されたジョン・レノンとオノ・ヨーコの共同名義のアルバム。3作目に当たり、前衛音楽の作品としては最後のものである。

## 解説
レノンは1966年11月にロンドンのインディカ・ギャラリーでオノと出会った。彼は1968年に妻シンシアと、オノは1969年に夫の映画監督アンソニー・コックスと離婚して、二人は同年3月20日に英国領ジブラルタルで結婚した。
本作は二人の結婚の模様を収めたプライベート・アートといえる作品である。アナログレコードのA面「ジョンとヨーコ」は、二人が23分間近くひたすらに互いの名前を呼び合うという内容。B面「アムステルダム1969」は、1969年3月23日から3月31日までオランダのアムステルダムのホテルで行われたベッド・インの記者会見と即興での演奏が収められている。
アナログレコードはアップル・レコードからボックス仕様で発売され、インスタント写真の複写やブックレット、ビニールカバーなどが添付されていた。再発CDはライコディスクから通常の仕様で発売され、日本の発売元のビデオアーツ・ミュージックからはオリジナル・ボックスをCDの大きさに縮小したものも限定発売された。

## 収録曲

### Side 1
1. 「ジョンとヨーコ」 John and Yoko – 22:41

### Side 2
1. 「アムステルダム1969 (アムステルダムにて、ジョンとヨーコ平和と愛を語る)」 Amsterdam – 24:54

### CDボーナス・トラック
1. 「誰が風を見た」 Who Has Seen the Wind? (Yoko Ono) – 2:03
2. 「ほら、聞いてごらん、雪が降っているよ」 Listen, The Snow is Falling – 3:22
3. 「ドント・ウォーリー・キョーコ (京子ちゃん心配しないで)」 Don't Worry Kyoko (Mummy's Only Looking for Her Hand in the Snow) [注釈 5]– 2:14